# 笹森裕貴
笹森 裕貴（ささもり ひろき、1997年〈平成9年〉6月21日 - ）は、日本の俳優、モデル。東京都出身。オムニア所属。右利き、身長178cm。

## 人物・概要
- 第3回 関東ハイスクール ミスターコン 2015 グランプリ 受賞。
- 趣味はダーツ、1人映画鑑賞[3]。特技は野球（球技全般）、数字の位を全て言うこと[3]。好きな食べ物は駄菓子で、のし梅さん太郎が一番好き。好きな色は青、嫌いな色は茶色と白。
- 特技の野球は小学校1年生から中学校3年までやっていた。中学校3年生の頃の体脂肪率は４％だったという。ポジションはショート[4]。ペットはチワワを飼っており、溺愛している。好きな映画は『ゴッドファーザー』で、アル・パチーノに憧れて俳優を志した[5]。

## 出演

### テレビドラマ
- 心霊呪殺 死返し編（2017年8月12日 - 10月28日、CSエンタメ～テレ☆シネドラバラエティ）[6] - 小山田アキラ 役
- 先に生まれただけの僕（2017年10月 - 12月、日本テレビ系） - 豊島猛 役[7]
- ぞくり。怪談夜話（2018年9月17日、TOKYO MX）[8]
- REAL⇔FAKE 2nd Stage（2021年6月15日 - 7月6日、毎日放送 / ほか） - 稲森弥月 役[9]
- おじさんが私の恋を応援しています（脳内）（2022年2月14日 - 4月4日、TOKYO MX） - 樹 役[10]
- 0.5D（2024年12月4日 - 12月25日、BS日テレ・テレビ神奈川・テレ玉・チバテレ） - 宇野大輝 役[11]

### テレビ番組
- リアル脱出ゲーム×名探偵コナン 黒鉄の海中研究所からの脱出 大特集SP（2023年8月18日、TOKYO MX）[12]

### 舞台
- ミラクル☆ステージ『サンリオ男子』 - 水野祐 役
  - ミラクル☆ステージ『サンリオ男子』（2018年11月29日 - 12月9日、天王洲 銀河劇場）[13]
  - ミラクル☆ステージ『サンリオ男子～ハーモニーの魔法～』（2019年11月8日 - 17日、品川プリンスホテル クラブeX）
  - ミラクル☆ステージ『サンリオ男子～KAWAII Evolution～』（2021年7月15日 - 25日、品川プリンスホテル クラブex / 7月30日 - 8月1日、京都劇場）
- あんさんぶるスターズ ! - 天祥院英智 役
  - 『あんさんぶるスターズ ! エクストラ・ステージ』～Memory of Marionette～（2018年12月 - 2019年2月、東京 / 京都 / 大阪 / 福岡 / 仙台）[14]
  - 『あんさんぶるスターズ ! THE STAGE』-Track to Miracle-（2022年2月19日 - 27日、日本青年館ホール / 3月4日 - 3月13日、AiiA 2.5 Theater Kobe）
  - 『あんさんぶるスターズ !THE STAGE』-Witness of Miracle-（2022年10月7日 - 10月16日、品川プリンスホテル ステラボール/10月21日 - 10月30日、京都劇場/11月3日 - 11月6日、COOL JAPAN PARK OSAKA WWホール）
- 『ガラスの仮面・愛のメソッド2019』（2019年3月14日 - 24日、シアターグリーン BASE THEATER） - 主演・西島マオ 役[15][16]
- MANKAI STAGE『A3!』 - 水野茅 役
  - ～SPRING 2019～（2019年4月25日 - 6月2日、天王洲 銀河劇場 他）
  - Four Seasons LIVE 2020（2020年9月17日 - 20日）
- SCHOOL STAGE『ここはグリーン・ウッド』（2019年7月19日 - 28日、天王洲 銀河劇場） - 栃沢弘 役[17]
- 二子玉川ノ恋（2019年8月22日 - 27日、iTSCOM STUDIO &HALL 二子玉川ライズ） - 主演・綾瀬桜良 役
- ミュージカル『刀剣乱舞』 - 松井江 役
  - 歌合 乱舞狂乱 2019（2019年11月24日 - 2020年1月23日、さいたまスーパーアリーナ 他） （2020年1月11日、愛知公演より）[18]
  - 静かの海のパライソ（2020年3月21日 - 5月31日[注 1]、天王洲 銀河劇場 他）
  - 五周年記念 壽 乱舞音曲祭（2021年1月9日 - 23日、東京ガーデンシアター）[20]
  - 静かの海のパライソ2021（2021年9月27日 - 2021年11月25日、TOKYO DOME CITY HALL 他）[21]
  - 真剣乱舞祭2022（2022年5月8日 - 6月26日、サンドーム福井 他）[22]
  - 江 おん すていじ～新編 里見八犬伝～（2022年12月11日 - 2023年1月22日、日本青年館ホール 他） - 松井江 / 犬塚信乃 役[23]
  - ㊇ 乱舞野外祭（すえひろがり らんぶやがいまつり）（2023年9月17日 - 24日、富士急ハイランド・コニファーフォレスト）[24]※23日、24日は体調不良のため休演[25]
  - 江 おん すていじ ぜっぷつあー（2023年12月 - 2024年1月、Zepp Nagoya ほか）[26]
  - 祝玖寿乱舞音曲祭（いわいのくじゅらんぶおんぎょくさい）（2024年10月5日 - 12月1 日、サンドーム福井 他）
  - 江 おん すていじ ぜっぷつあー りぶうと* ミュージカル「刀剣乱舞」江 おん すていじ ぜっぷつあー りぶうと（2025年5月3日 - 29日、Zepp DiverCity TOKYO 他）[27][28]
  - 目出度歌誉花舞十周年祝賀祭（めでたやうたのほまれはなのまいじゅっしゅうねんしゅくがさい）（2025年7月29日,30日、東京ドーム）[29]
- 『ブルーピリオド』 The Stage（2022年3月25日 - 4月3日、天王洲 銀河劇場） - 鮎川龍二 役[30]
- 特殊ミステリー歌劇『心霊探偵八雲』 - 御子柴岳人 役
  - 特殊ミステリー歌劇『心霊探偵八雲』-思考のバイアス-（2023年3月2日 - 21日、Mixalive TOKYO Theater Mixa）[31][32]
  - 特殊ミステリー歌劇『心霊探偵八雲』-呪いの解法-（2024年2月21日 - 3月3日、品川プリンスホテル クラブeX）[33][34]
- Clubキャッテリア（2023年5月12日 - 21日、品川プリンスホテル ステラボール）[35]
- 『マッシュル-MASHLE-』THE STAGE（2023年7月4日 - 17日、東京国際フォーラム ホールC 他） - アベル・ウォーカー 役[36]
- リーディングシアター『アドレナリンの夜』（2023年10月8日、東京建物 Brillia HALL）[37]
- 桜花浪漫堂 朗読劇『人間失格』（2023年10月27日 - 30日、I'M A SHOW） - 大庭葉蔵 役[38][39]
- ミュージカル『ロミオ&ジュリエット』（2024年5月16日 - 6月10日、新国立劇場 中劇場 / 6月22日・23日、刈谷市総合文化センター / 7月3日 - 15日、梅田芸術劇場 メインホール） - マーキューシオ 役（Wキャスト）[40]
- R-System Cue.01『Birdman』（2024年12月13日、浅草花劇場）[41]
- 舞台『花郎～ファラン～』（2025年1月8日 - 13日、THEATER MILANO-Za / 1月17日 - 19日、梅田芸術劇場 シアター・ドラマシティ） - スホ 役[42]
- 舞台『五等分の花嫁』（2025年3月8日 - 23日、品川プリンスホテル ステラボール） - 上杉風太郎 役[43]
- Reading Drama『BLINK』（2025年4月5日、新国立劇場 小劇場）[44]
- 舞台『賭ケグルイ』（2025年9月5日 - 14日〈予定〉、シアターH） - 豆生田楓 役[45]
- OFFICE SHIKA PRODUCE『世界は密室でできている。』（2025年10月23日 - 11月2日〈予定〉、シアターサンモール） - 主演[46]

### 映画
- 町田くんの世界 - 高校生 役[47]
- ショートショートフィルムフェスティバル&アジア 2018 （SSFF &Asia）内 キテミル川越ショートフィルム大賞受賞作品『Some Day』主演[48]
- 立命館大学映像学部2017年度卒業制作内 『stay walk』主演[49]

### WEB
- 笹森裕貴の『ささスタ』（2019年 - 、ニコニコチャンネル）[50]
- 買えるバトルクラブ（2019年8月8日・15日、AbemaTV）
- ハレスタ オープニングイベント Day2～池袋の新スタジオに池メン晴れオトコ大集合！！～（2019年11月3日、ニコニコチャンネル）[51]
- 笹森裕貴だらけ（2020年11月6日 - 、YouTube）[52]
- 機界戦隊ゼンカイジャー スピンオフ ゼンカイレッド大紹介！（2021年3月21日・28日、TELASA） - 人ガオーン 役[53][注 2]
- オンライントークイベント「ACTORS☆LEAGUE 2021 延長戦」（2021年12月23日）[54]
- 笹森裕貴のON⇔OFF（2023年9月20日 - 、DMM TV 他）[55]

### イベント
- 笹森裕貴クリスマスイベント（2021年12月25日、NEW PIER HALL）[56]

#### バースデーイベント
- 22th Birthday Event（2019年6月22日、武蔵野スイングホール）[57]
- 2021 -はじめまして、日本橋公会堂。-（2021年6月13日、日本橋公会堂）[58]
- 2022～ひろき、爆誕25周年～（2022年7月2日、浜離宮朝日ホール / 7月17日、東別院ホール）
- 2023 -笹森からの挑戦状-（2023年6月4日、東別院ホール / 6月10日、横浜ランドマークホール / 6月17日、品川インターシティーホール）
- 2024～夏しちゃおっ☆～（2024年7月20日・21日、パシフィコ横浜 アネックスホール）

#### その他出演イベント
- INTELLIGENCE「an まかないフェス2017」
- 超十代（2018年3月27日、幕張メッセ） - ランウェイモデル
- ミラクル☆ステージ『サンリオ男子』
  - スペシャルイベントinサンリオピューロランド
    - 舞台化記念イベントinサンリオピューロランド（2018年5月27日、サンリオピューロランド）
    - Vol.2（2018年6月24日、サンリオピューロランド）
    - Vol.3（2018年8月13日、サンリオピューロランド）
    - Vol.4（2018年8月13日、サンリオピューロランド）
    - Vol.5（2018年9月23日、サンリオピューロランド）

  - FUN♡FAN♡MEETING 
    - Vol.0（2018年10月7日、サンリオピューロランド）
    - Vol.2 ～Thank you party～（2022年12月28日、サンリオピューロランド エンターテイメントホール）[59]
- Love on Ride～通勤男子Vol.10 天ヶ瀬日向～リリース記念吉澤翼トークイベント（2018年12月22日、R'sアートコート） - 1部ゲスト出演
- DERAGAYA! 吉澤翼×笹森裕貴～つばさとひろきの名古屋会。～（2019年2月17日、中京テレビ本社ビル1F プラザC）
- 堪大、CD出すんだい！（2019年8月15日、ひらつかホール） - ゲスト出演[60][61]
- MANKAI STAGE『A3!』～SPRING 2019～MUSIC Collectionリリース記念スペシャルイベント（2019年10月19日、サイエンスホール）
- 北川尚弥 コラボイベント～なおやDAYS-いつも一緒に～（2019年10月20日、ひらつかホール） - 1部ゲスト出演[62]
- 二子玉川ノ恋 新年会 ファンミーティング（2020年1月5日、サンパール荒川）[63]
- ACTORS☆LEAGUE
  - 2021（2021年7月20日、東京ドーム）[64][65]
  - Baseball 2022（2022年8月22日、東京ドーム）[66][67]
  - Basketball 2022（2022年10月11日、東京体育館 メインアリーナ）[68][69]
  - Baseball 2023（2023年7月3日、東京ドーム） - ビアボール賞受賞 [70][71]
  - Basketball 2023（2023年10月11日、東京体育館 メインアリーナ）[72]
- 黒羽麻璃央 29th Birthday Party（2022年7月16日、よみうり大手町ホール） - 第2部ゲスト出演[73]
- 福井巴也バースデー＆写真集発売記念イベント（2023年1月23日、朝日生命ホール） - 第2部ゲスト出演[74]
- 宮崎湧爆誕祭 28ってマ？ ～時の流れ早すぎワロタ～（2023年4月9日、I'M A SHOW） - ゲスト出演[75]
- 2.5次元男子。LIVE2023 ～僕たちのHot Summer～（2023年6月14日、LINE CUBE SHIBUYA）[76]
- 牧島 輝 バースデーイベント 2023（2023年8月12日、山野ホール） - ゲスト出演[77]
- 世界一受けたい笹森裕貴の特別授業（2023年11月2日、法政大学市ヶ谷キャンパス富士見ゲート）[78]

### ラジオ
- FMサルース「SALUS all in one」（2019年3月5日[79][80]・8月8日[81]、横浜市青葉区コミュニティFMラジオ）
- MANKAI STAGE『A3!』ラジオ ＃39・40・101（2019年6月30日[82]・7月7日[83]・2020年9月6日[84]、ニッポン放送）
- 刀剣乱舞2.5ラジオ 第71・72・97・98回（2020年8月23日[85]・30日[86]・2021年2月21日[87]・28日[88]、ニッポン放送）

## 作品

### DVD
- 笹森裕貴1st DVD『Profile』（2021年8月29日、スクロール）JAN 4580370800418

## 書籍

### 写真集
- 笹森裕貴1st写真集『Sparkling!』（2023年1月12日、東京ニュース通信社）ISBN 978-4-86701-538-4

### 雑誌連載
- 『アニメディア』笹森裕貴の「いっしょにポケカやろっ！」（2021年11月号 - 2022年4月号、Gakken）[89]